# Manuel Ruiz Montealegre
Manuel Ruíz Montealegre (Cali, 1975) è un regista colombiano.

## Biografia
Nasce in Colombia e si laurea in antropologia e etnologia all'École des Hautes Études en Sciences Sociales di Parigi.
Si avvicina successivamente al cinema e al documentario e debutta alla regia nel 2007 insieme a Hector Ulloque Franco con Hartos Evos, aquí hay. Los cocaleros del Chapare.

## Filmografia
- Hartos Evos, aquí hay. Los cocaleros del Chapare, coregia con Hector Ulloque Franco - documentario (2007)
- Meandros, coregia con Hector Ulloque Franco - documentario (2010)